# Ганна Рудзька-Цибіс
Ганна Рудзька-Цибіс (пол. Hanna Rudzka-Cybis; 25 липня 1897, Млава — 3 лютого 1988, Краків) — польська художниця, одна з представниць Колоризму (капізму), співзасновниця Паризького комітету. Перша жінка на посаді професора Академії образотворчих мистецтв у Кракові. Дружина художника Яна Цибіса.

## Біографія

### Дитинство та молодість
Художній талант Ганни Рудзької-Цибіс відкрила її мати ще в дитинстві. 14-річною майбутня художниця почала брати приватні уроки малювання з живописцем Владиславом Барвіцьким (учнем Войцеха Герсона) і Генріком Верцінським. Водночас навчалася у філологічній гімназії у Любліні.
У 1917/1918 навчальному році почала навчання у Академії образотворчих мистецтв у Варшаві, в студії Мілоша Котарбіньського. Проте через три роки через фінансові проблеми їй довелося залишити подальшу освіту. Однак незабаром її родич, Фелікс Хільхен, директор порту в Гданську, приїхав допомогти їй. Завдяки йому Рудзька-Цибіс змогла повернутися до мистецьких студій, які розпочала в 1921 році в Академія образотворчих мистецтв у Кракові під керівництвом Ігнація Пенковського і Станіслава Дембіцького.

### Паризький комітет
З 1923 року художниця навчалася в студії Юзефа Панкевича. Одинадцять студентів Панькевича вирішили продовжити свій художній пошук у Парижі. Група ця в 1923 році заснувала Паризький комітет, до якого крім неї належали: Северин Борачок, Ян Цибіс, Юзеф Чапський, Юзеф Ярема, Артур Нахт-Самборський, Тадеуш Пйотр Потворовский, Яніна Пшецлавська-Стшалецька, Януш Стшалецький, Маріан Щирбула та Зигмунт Валішевський. З абревіатури «КП» («KP»—Komitet Paryski) їх пізніше називали капістами. Разом вони збирали гроші на поїздки, організовуючи художні заходи, бали або лотереї. Також вони отримували фінансову допомогу від Стефана Лаурисевича — колекціонера мистецтв і друга Панкевича.
1 вересня 1924 року члени Паризького комітету виїхали до Парижа. У тому ж році, ще до від'їзду з Кракова, художниця вийшла заміж за Яна Цибіса, другом із студентського навчання і одним з капістів. Разом вони орендували студію в Impasse du Rouet. Капісти навчалися у Паризькому філіалі Краківської Академії образотворчих мистецтв під керівництвом Панькевича. Також їздили на відкриття на південь Франції, у тому числі в Ла-Сьйоту (1925) і Колліур (1926). В цей час різними способами заробляли собі на життя — Рудзька-Цибіс, наприклад, копіювала картини таких художників, як Пітер Пауль Рубенс і Паоло Веронезе.
У 1931 році художниця взяла участь у першій виставці капістів у Паризькій галереї Зак, а потім у галереї Moos в Женеві. У тому ж році — після семирічного перебування в Парижі — вона вирішила повернутися до Польщі (разом з іншими членами Паризького комітету).

### Подальша творча кар'єра
Після повернення Рудзька-Цибіс показала свої роботи на виставці у Польському мистецькому клубі організованому Кароля Стриєнського. У 1933 році вона повернулася до Парижа, де пробула ще два роки. Перша персональна виставка художниці відбулася у столиці Франції, в галереї «Renaissance». У той час творчість художниці набувала все більшого визнання. У 1934 році її картини, представлені на виставці капістів в Інституті Пропаганди Мистецтв у Варшаві, були придбані Державною художньою колекцією.
У 1937—1939 роках художниця також проводила літні курси для викладачів ліцею в Кременці. Восени 1937 року вирушила в подорож Італією, того ж року вирушила до Парижа, де відвідала Всесвітню виставку. У 1938 році брала участь у виставці польського мистецтва в Інституті Карнегі (тепер Університет Карнегі-Меллон) в Піттсбурзі.

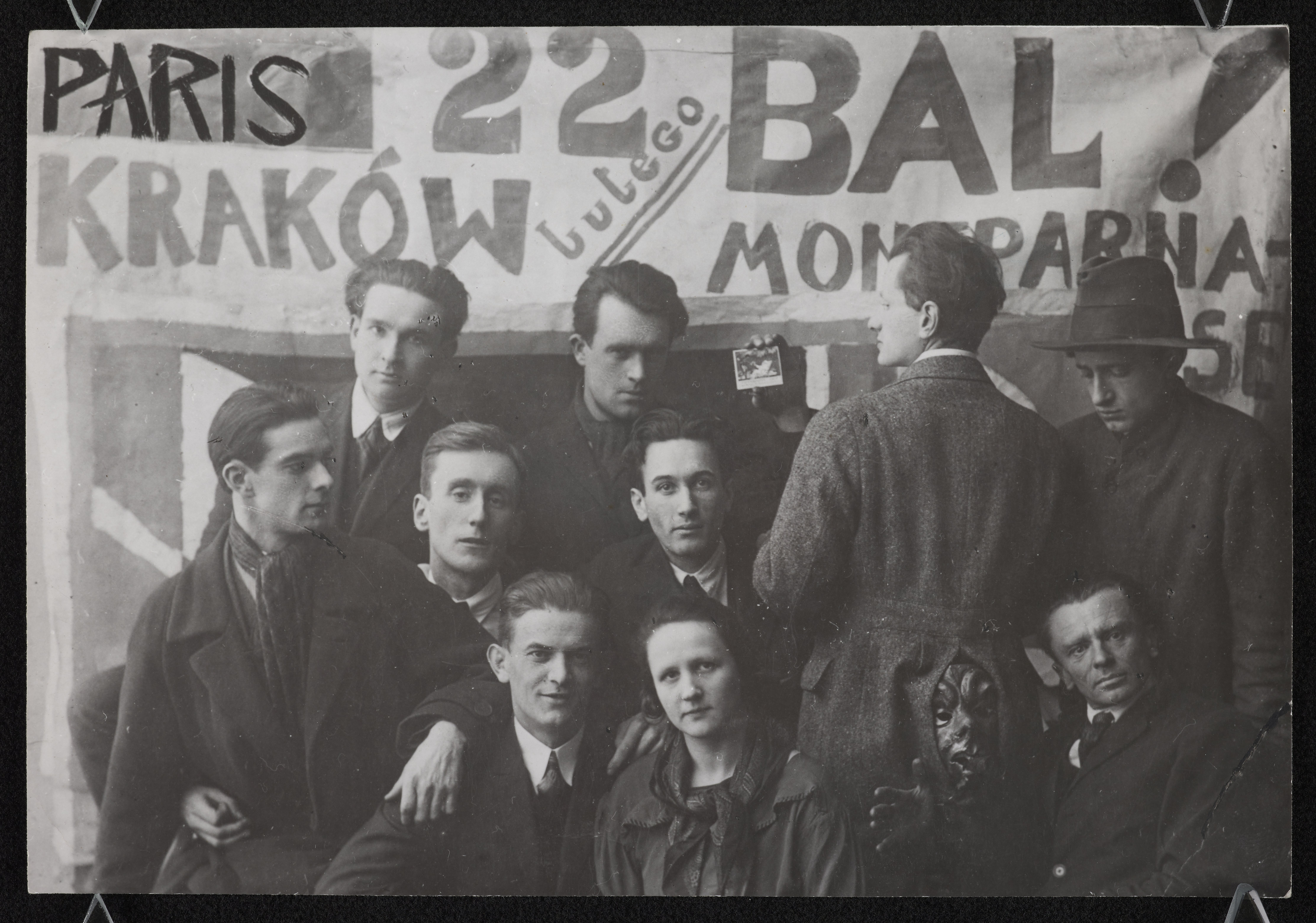
Члени художньої групи Паризького комітету в 1925 році — помітні серед інших Ганна Рудзька-Цибіс (справа внизу) і Ян Цибіс (внизу ліворуч).

Розвиток художньої кар'єри Рудзької-Цибіс був перерваний вибухом війни. Вона провела період нацистської окупації в Кракові, де в кафе «Пластикув» — разом з Броніславою Орканово-Смречиньською — організувала «Самопоміч Колежанську» (пол. «Samopomoc Koleżeńską»). В цей час художниця розлучилася зі своїм чоловіком.
Після війни вона приєдналася до перебудови художнього середовища. Стала співзасновником Союзу Польських Художників, зокрема Краківського відділення СПХ, якого вона стала віце-президентом (1945), а потім президентом (1948—1950). Рудзька-Цибіс була також першою жінкою в історії Краківської Академії образотворчих мистецтв як професор — 1945 року її призначено доцентом, а в 1956 році — професором кафедри живопису. У наступні роки вона стала спочатку заступником декана (1959—1960), а потім деканом (1960—1962) на факультеті живопису.
Художниця також не відмовлялася від живопису. Вона регулярно виставляла свої роботи і їздила на художні поїздки за кордон, у тому числі до Австрії, Швейцарії та Франції. Її нагородили, серед інших Командорським Хрестом з зіркою Ордена Відродження Польщі(1964), премія першого ступеня від Міністра культури і мистецтва за життєві досягнення (1965) і другого ступеня Grand Prix International d'Art Contemporain, отриманого в Монте-Карло (1966).
Підписала лист протестувальників проти змін до Конституції Польської Народної Республіки (так званий Список 59) (підписала його у січні 1976 р.).
Померла в 1988 році у 91 рік. Її поховали на Раковицькому цвинтарі.

## Характеристика творчості

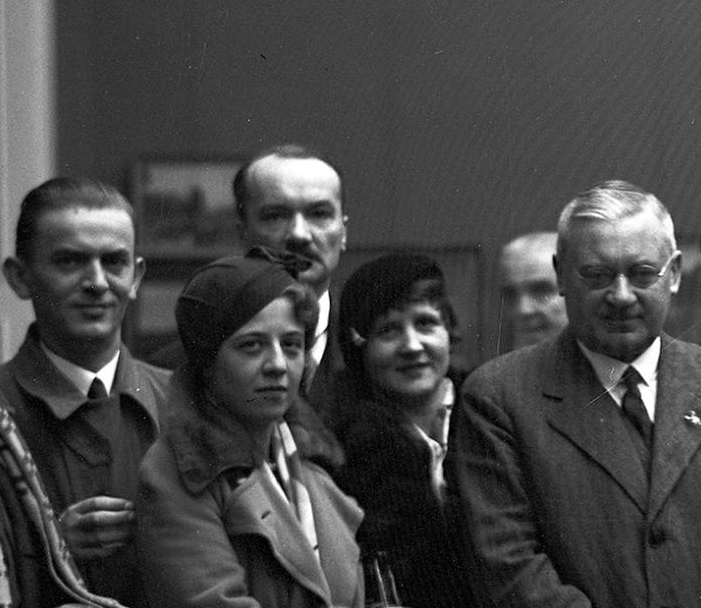
Учасники відкриття виставки живопису та скульптури учасників Союзу профспілки польських художників-живописців у Палаці мистецтв Товариства друзів образотворчих мистецтв у Кракові в 1932 році — на фрагменті фотографії, бачимо зліва: Ян Цибіс, Евгеніуш Гепперт, Ганна Рудзька-Цибіс, Адольф Шишко-Богуш.

Ірена Коссовська на сайті Culture.pl представила творчість Ганни Рудзької-Цибіс таким чином:
Вона належить, поряд з Яном Сибісом, до провідних і найбільш типових представників колористичного напрямку. Її мистецтво повністю відобразило доктрину художників капістів про живопис, отримане від французького постімпресіонізму, і зосереджене на морфології картини; у натюрмортах і пейзажах відносини між об'єктами забезпечували художницю підтекстом для розвитку барвистих гармоній, смакування колористичних установок і аналізування ефектів фактури. Пульсуюча тканина світлих і дзвінких кольорів, організувала на картинах Рудзької використання контрасту теплих і холодних тонів.
.
Як пише Ганна Марковська, художниця "часто підписує свої картини «Рудзька Ц.» («Rudzka C.»), іноді «Г. Рудзька Цибіс», без використання форми «Цибісова» «Cybisowa».
20 листопада 1978 року твори Ганни та Яна Цибіса були передані Історичному музею в Саноку. Картини художниці знаходяться також, серед інших в Національному музеї у Варшаві, в Національному музеї в Кракові і Національний музей у Познані.

## Нагороди і відзнаки
- Командорський Хрест з зіркою Ордена Відродження Польщі[4]
- Державна премія другого ступеня (1955)[4]
- Нагорода міста Кракова[4]
- Диплом на виставці в Індії (1960)[4]
- Гран-прі на виставці в Монако (1966)[4].